# Ciorăști, Vrancea
Ciorăști este satul de reședință al comunei cu același nume din județul Vrancea, Muntenia, România. Se află în partea de sud-est a județului, în Câmpia Râmnicului. Stație de cale ferată.